# Gotico valenciano

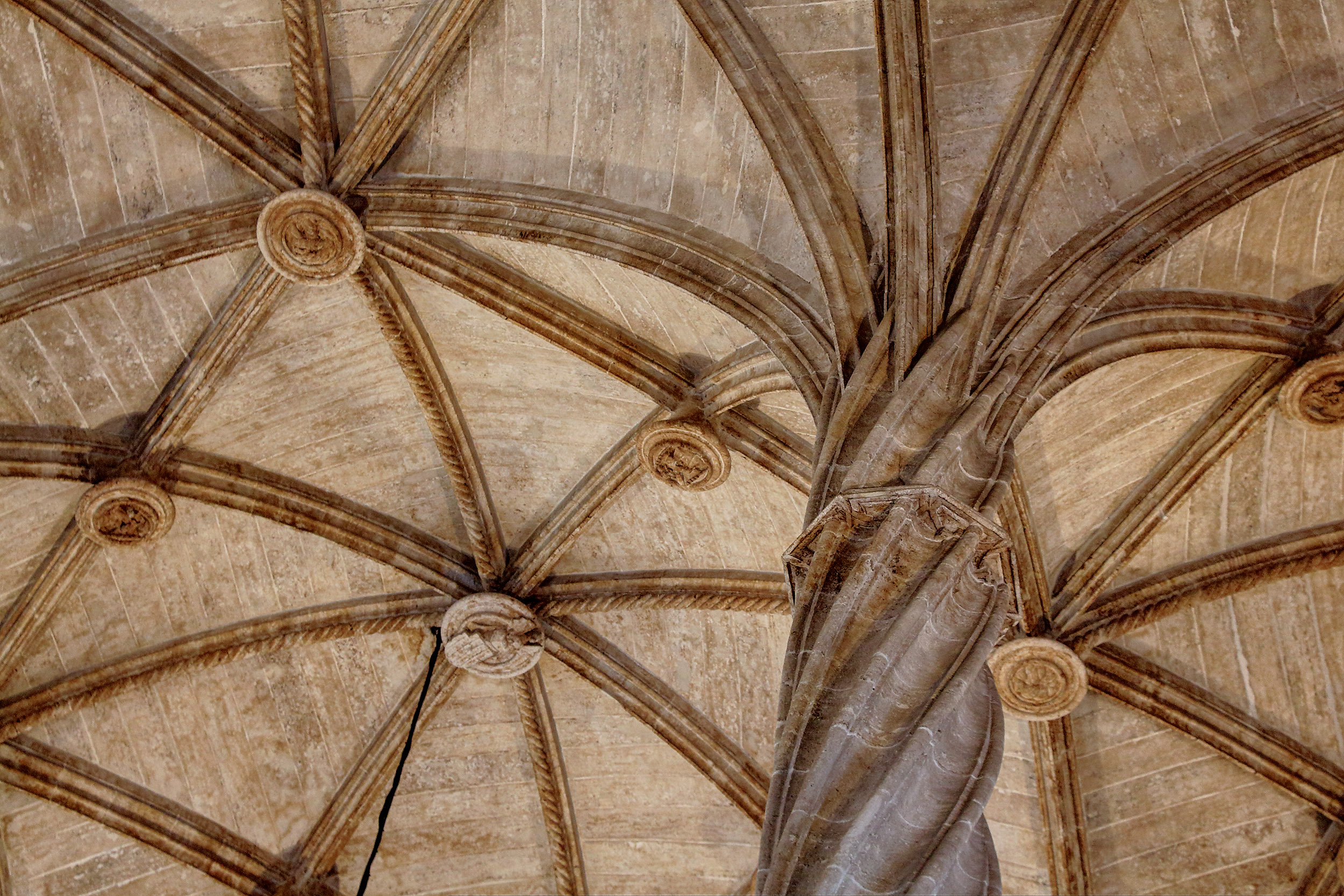
Dettaglio di la Lonja de la Seda.

Il gotico valenciano è uno stile architettonico che si è sviluppato nel Regno di Valencia tra il XIII e il XV secolo, collocandosi, nel panorama europeo, tra la fine del periodo gotico e l’inizio del periodo rinascimentale.

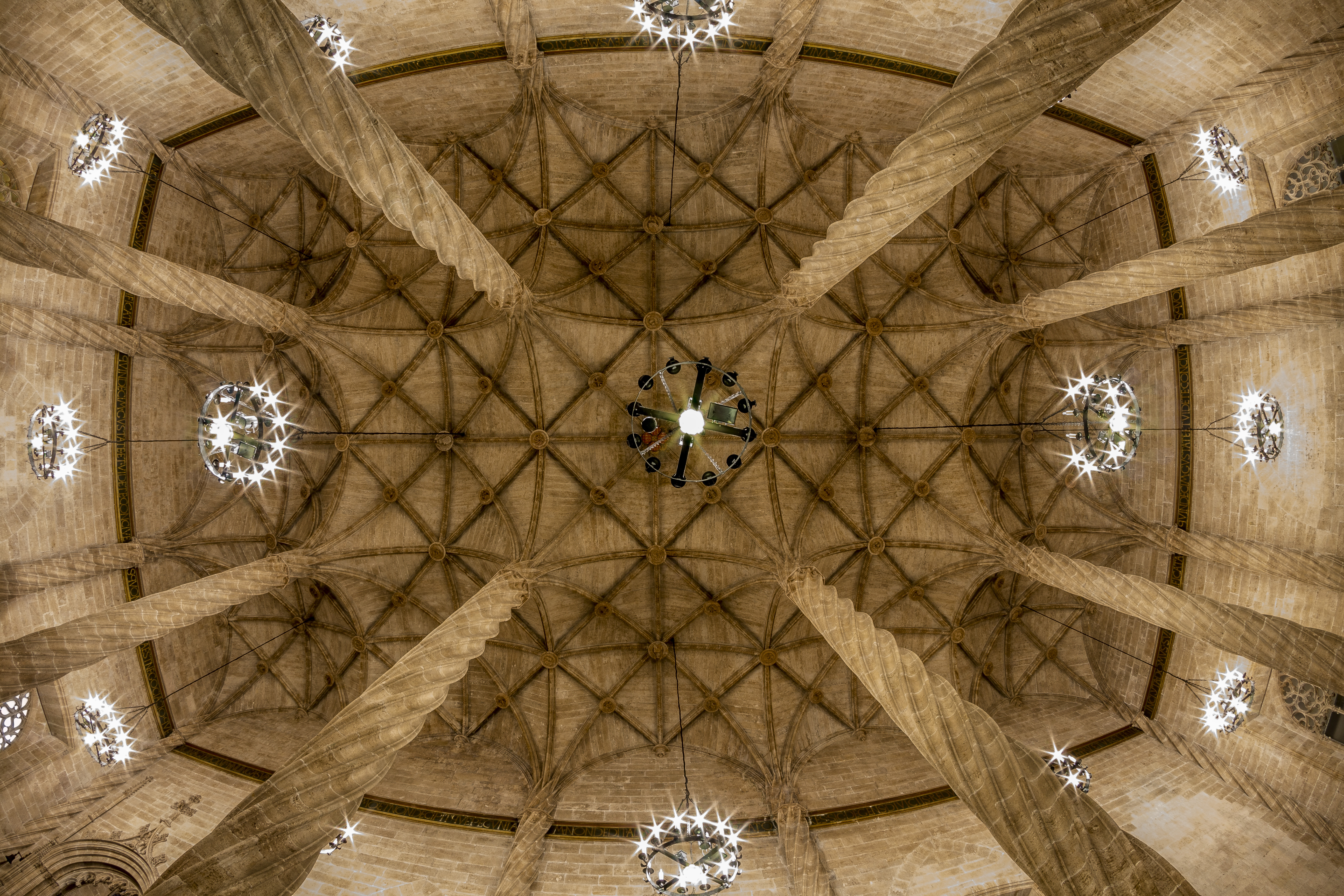
Lonja de la Seda.

Il "gotico valenciano" ha degli elementi che lo caratterizzano rispetto agli altri stili:
- Sviluppo dell'architettura mediante tecniche già utilizzate nell'architettura romana.
- Netta predominanza dell'architettura delle culture dei paesi mediterranei rispetto all'influenza del gotico francese.
- Le proporzioni architettoniche non cambiano con l'arrivo del Rinascimento.
- Divergenze con lo stile gotico classico.
- Chiara influenza del gotico fiammeggiante, che conferisce unicità.
- Rivestimento e occultamento nei secoli XVII-XIX del gotico valenciano da parte di stili successivi come il barocco o il neoclassico, che hanno fatto sì che gran parte del gotico valenciano è ancora nascosto.
- L'architettura mudéjar ha poco impatto, ma nonostante ciò, nella Comunità Valenciana esistono esempi interessanti di grande singolarità.

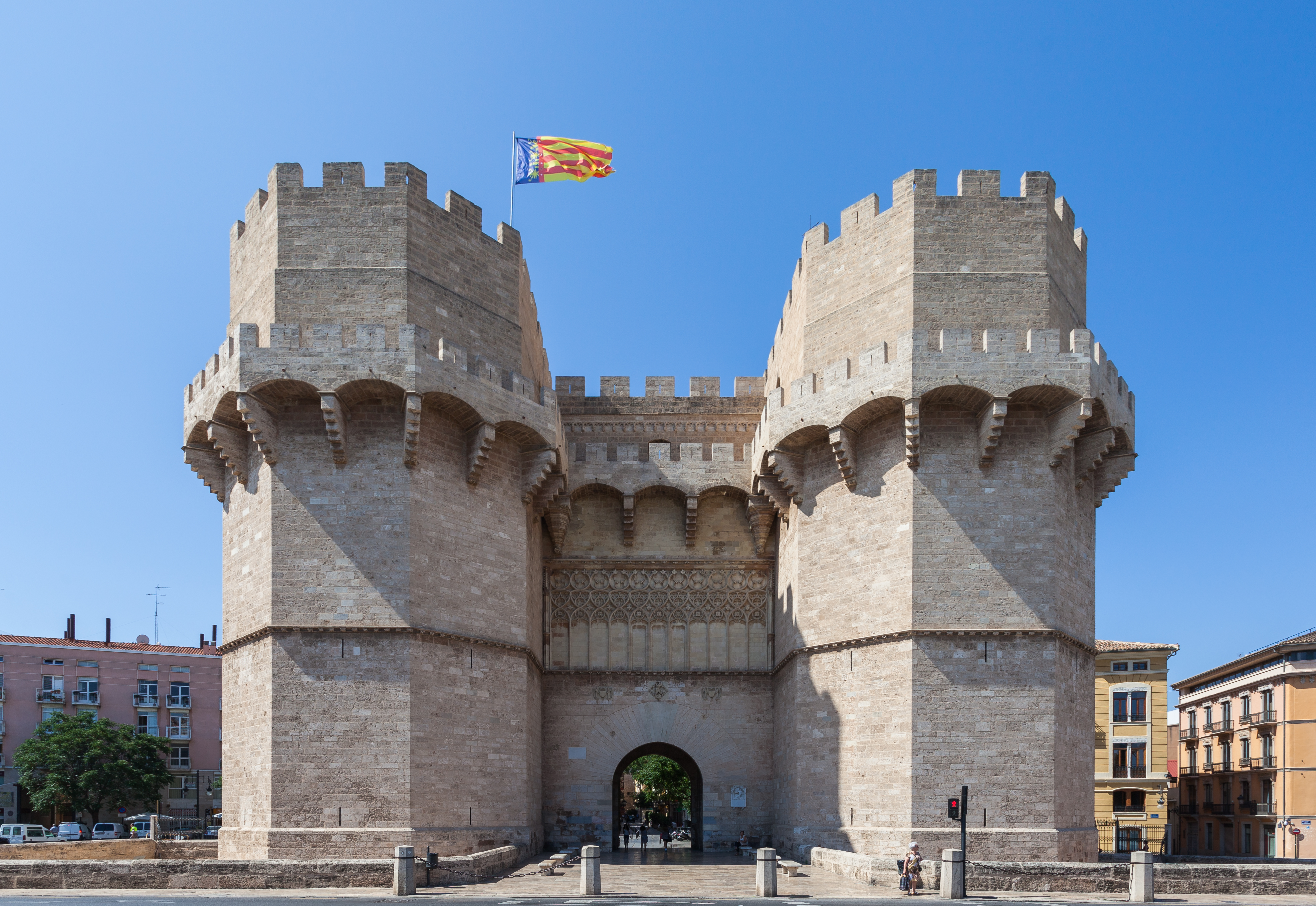
Torres de Serrans, Valencia.

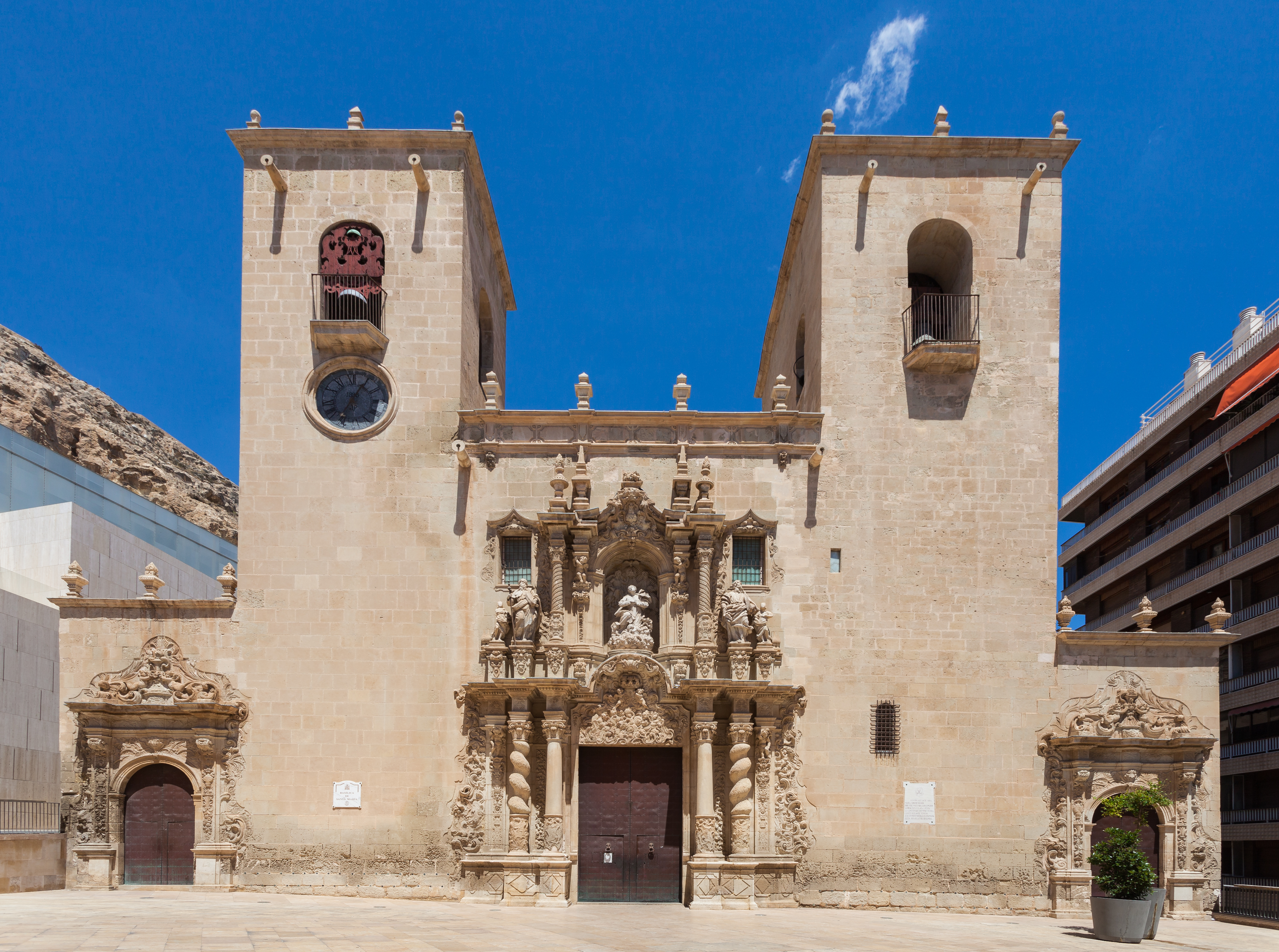
Basílica de Santa María de Alicante

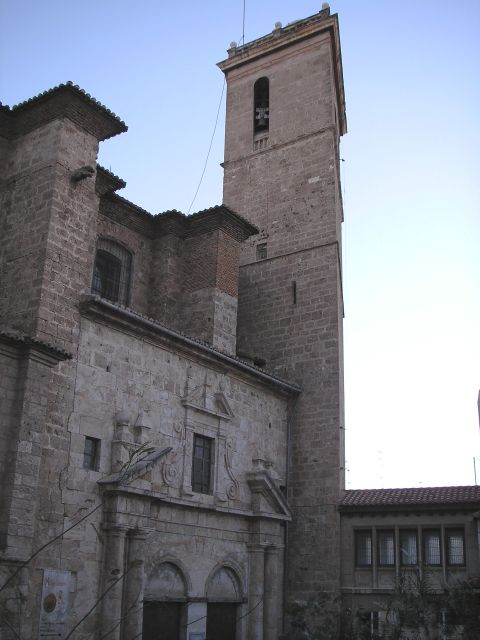
Facciata della Cattedrale di Segorbe.

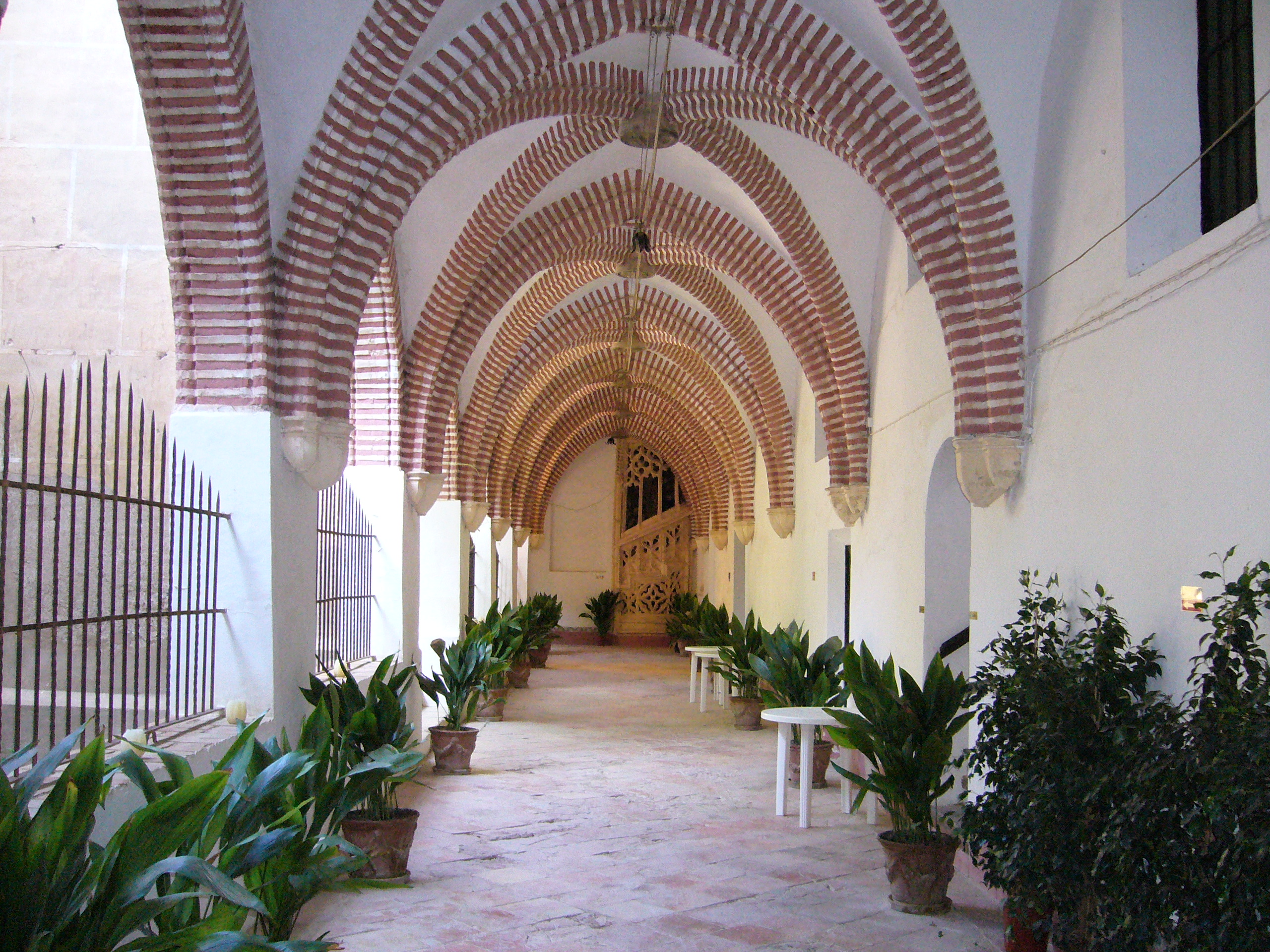
Manica del chiostro del Monastero di San Girolamo di Cotalba, architettura gotico-mudéjar con la scala gotica in fondo.

## Architettura
I più importanti architetti del gotico valenzano sono: Pere Compte, Francesc Baldomar, Pere Balaguer e Andreu Julià.

### Architettura religiosa
Il gotico valenciano era usuale e comune in tutto il Regno di Valencia, per cui vi sono numerosi esempi di architettura gotica valenciana tra cui:
- Concattedrale di Alicante, Alicante
- Cattedrale di Orihuela, Orihuela
- Chiesa di Santa María, Villena
- Chiesa arcipretale di Santiago, Villena

- Concattedrale di Santa Maria, Castellón de la Plana
- Cattedrale di Segorbe, Segorbe

- Monastero di San Girolamo di Cotalba, Alfauir
- Cattedrale di Valencia, Valencia
- Micalet, Valencia
- Lonja de la Seda, Valencia
- Torres dels Serrans, Valencia
- Torres de Quart, Valencia

## Architetti più rappresentativi
- Pere Compte
- Francesc Baldomar
- Pere Balaguer
- Andreu Julià